# Husein Sastranegara International Airport
Husein Sastranegara International Airport (indonesiska: Bandar Udara Internasional Husein Sastranegara, engelska: Bandung International Airport) är en flygplats i Indonesien.   Den ligger i provinsen Jawa Barat, i den västra delen av landet, 110 km sydost om huvudstaden Jakarta. Husein Sastranegara International Airport ligger 740 meter över havet.
Terrängen runt Husein Sastranegara International Airport är platt åt sydväst, men åt nordost är den kuperad.Runt Husein Sastranegara International Airport är det mycket tätbefolkat, med 10 000 invånare per kvadratkilometer. Närmaste större samhälle är Bandung, 4,8 km öster om Husein Sastranegara International Airport. Runt Husein Sastranegara International Airport är det i huvudsak tätbebyggt.